# Erik Friberg
Erik Friberg est un footballeur suédois, né le 10 février 1986 à Lindome. Il évolue au poste de milieu défensif.

## Biographie

### En club
Lors de la saison 2013, il inscrit six buts en Allsvenskan avec le Malmö FF. Le 5 avril, il se met en évidence en étant l'auteur d'un doublé, sur la pelouse de l'Åtvidabergs FF (victoire 1-3).
Le 29 juin 2015, Friberg effectue son retour aux Sounders.
Il participe avec les Sounders à la Ligue des champions de la CONCACAF. Le 20 août 2015, il inscrit un but en phase de groupe, face au club hondurien du CD Olimpia. Son équipe est éliminée en quart de finale par le Club América.

### En équipe nationale
Erik Friberg reçoit deux sélections en équipe de Suède lors de l'année 2012. Il joue son premier match en équipe nationale le 18 janvier 2012, en amical contre l'équipe de Bahreïn (victoire 0-2). Il joue son second match le 23 janvier, contre le Qatar (victoire 0-5). Ces rencontres se déroulent à Al Rayyan et à Doha.

## Palmarès
- Seattle Sounders
  - Vainqueur de la Coupe des États-Unis en 2011

- Malmö FF
  - Champion de Suède en 2013
  - Vainqueur de la Supercoupe de Suède en 2013

- Seattle Sounders
  - Champion de MLS en 2016

- Malmö FF
  - Vainqueur de la Coupe de Suède en 2019